# Реклама фирмы Paul Masson с участием Орсона Уэллса
С 1978 по 1981 год Орсон Уэллс снимался в серии рекламных роликов винодельческой фирмы Paul Masson. Вино фирмы известно слоганом «We will sell no wine before its time» («Мы не продаем вино, пока оно не созреет»), который неоднократно пародировался в западной культуре конца XX века. Спустя годы рекламные ролики снова приобрели известность, когда стали широко известны неудачные дубли работы над рекламными роликами, на которых был явно нетрезвый Уэллс на съемках одного из роликов.

## Предыстория
В 1978 году компания Paul Masson наняла актера и режиссера Орсона Уэллса для съёмки рекламы своего белого столового вина «Emerald Dry». Хотя компания производила калифорнийские вина с 1892 года, она долгое время ориентировались на нижний сегмент винного рынка, и эта реклама была частью усилий компании по ребрендингу как производителя вина более высокого класса. Для фирмы это был период диверсификации, когда она стремилась перестать ассоциироваться с игристыми винами, которые впервые принесли ей успех, и продавать больше других вин, включая шабли, бургундское, рислинг, шардоне, каберне-совиньон, портвейн и херес. Как отмечала газета «The New York Times» в 1990 году, долгосрочная проблема Paul Masson осталась прежней: «Хотя многие потребители знают их — как можно забыть хриплый речитатив Орсона Уэллса „мы не будем продавать вино раньше времени“ — им не хватает шарма». После успеха первого рекламного ролика Уэллс подписал контракт на сумму 500 000 долларов в год (что равно 2 миллионам долларов в 2021 году) плюс остаточные платежи, на участие в дальнейшей рекламе бренда на телевидении и в печати, которая продолжалась в течение трех лет, до его увольнения из компании в 1981 году:225. Несмотря на возникшие на съёмках проблемы, фирма была довольна сделкой, а продажи их вина во время рекламной кампании выросли на 30%.
В этот период Уэллс практически не мог получить работу режиссера — его последней режиссерской работой, выпущенной при жизни, был вышедший в 1978 году телефильм, снятый в Западной Германии. С середины 1970-х годов единственными актерскими работами Уэллса были эпизодические роли, в основном в малобюджетных фильмах. Соответственно, его доход сильно зависел от съёмок в рекламе различных по качеству продуктов. В их число входили пиво Carlsberg, херес Domecq, портвейн Sandeman (в телерекламе Уэллс играл персонажа с логотипа компании дона Сандемана):175, бурбон Jim Beam, японский виски Nikka G&G, минеральная вода Perrier, копировальные аппараты Nashua, моментальные фотоаппараты Vivitar, платное телевидение, настольная игра Dark Tower, Eastern Air Lines, Texaco<, хлопья для завтрака Post:225, Hayden Flour Mills, Lone Star Cement, Walt Disney World, шины Uniroyal, и, пожалуй, самое печально известное, — замороженные продукты Findus. Уэллс снимался в рекламе с самого начала своей карьеры, начиная с 1930-х гг., когда он был известным радиоактером, но к концу 1970-х годов реклама стала его основным источником доходов, и он также часто (анонимно) выступал как режиссёр рекламных роликов. Джон Аннарино, менеджер по рекламе Paul Masson, вспоминал, что Уэллс «в начале 1980-х годов был готов к практически любой работе, надеясь завершить фильм, который томился в каком-то европейском хранилище („Другая сторона ветра“)». Уэллс часто несерьёзно относился к такой работе, отмечая, что его обычно нанимали «придать немного класса» реклам:227.
За кадром Уэллс пренебрежительно относился к претензиям рекламы Paul Masson на высокую культуру. Когда во время съемок его попросили сравнить вино Paul Masson со скрипкой Страдивари, он сказал: «Ну, господа, давайте будем реалистами! У вас есть хорошее, приятное, дешевое вино. У вас не хватит наглости сравнивать его со скрипкой Страдивари, это было бы самонадеянно»:222. Уэллс был не единственным, кто высмеивал претенциозность рекламы — даже члены съемочной группы на съемочной площадке иногда переиначивали слоган кампании, например «we will sell the swine no more wine until it's brine!» («Мы не продаём свиньям вино, пока оно не превратится в рассол!»).

## Конфликт между Уэллсом и DDB Needham
Рекламная кампания была отмечена заметной враждебностью между Уэллсом и рекламным агентством DDB Needham, которое заказало рекламу. Однажды Уэллс пожаловался своему постоянному собеседнику, режиссеру Генри Яглому: «Я никогда не видел более убогих, полностью заслуживающих увольнение бездельников, чем те, кто делал рекламу для Paul Masson. В агентстве меня ненавидели, потому что я всё время пытался улучшить их работу». Джон Аннарино, исполнительный директор DDB Needham, который вёл счета Paul Masson, отреагировал на публикацию в 2013 году стенограмм Уэллса с описанием рекламных роликов, поделившись своими воспоминаниями с местной газетой The Desert Sun: «Это был не пикник». С этим высказыванием согласился помощник режиссера Питер Шиллингфорд, который вспоминал:
[Я] позаботился о том, чтобы никто из съемочной группы, статистов или людей из агентства не подходил к Орсону. Особую проблему представляло агентство, потому что все хотели с ним пообщаться, особенно потому, что он постоянно менял их мнение о себе. Я ни разу не видел от него вспышки гнева, но между ним и агентством была конфронтация, хотя он всегда менял их мнение о себе в лучшую сторону. Однако они продолжали пытаться поговорить с ним, и мне пришлось сказать агентству: «Нет! Он не будет иметь дело со всеми вами. Выберите представителя, и этот человек будет разговаривать со мной или режиссёром, но только один человек, не все сразу». Орсону нравилось, как я обращался с ними.
Шиллингфорд отмечает, что во время печально известного пьяного выступления «сотрудники агентства были в ярости. Они говорили о том, что готовы подать на него в суд, говорили об увольнении. Они все равно его ненавидели». Однако далее он описал, как обычно проходила реклама:
Обычно съемки проходили прекрасно. Мы снимали их в разных особняках Голливуда. Мы готовились, и двуместный табурет для фортепиано для Орсона ставили впереди и по центру. Он приезжал вовремя на лимузине, я здоровался с ним, он снимал плащ и шляпу, а гримерша смахивала с него пыль. Он садился, и дюжина хорошо одетых статистов входила в комнату, не сводя глаз с Орсона. Стаканы наполнялись, затем я входил с нумератором, и Орсон делал очередной дубль. Ребята из агентства неизменно толпились вокруг камеры и попадали в поле зрения Орсона. Он ненавидел их, поэтому пытался их прогнать, но обычно они не слушали, пока я не просил отойти их в сторону. Мы делали ещё несколько подобных дублей, и на этом все.

## Съёмочная группа
Продюсер: Джон Аннарино
Режиссер: Джим Хэллоуз
Руководитель производства, ассистент режиссера и ассистент по оформлению: Питер Шиллингфорд (первые пять рекламных роликов)
Оператор: Майк Шевалье
Первый помощник оператора: Рэндалл Робинсон

## Краткое описание

### 1978: Оригинальная реклама — Бетховен, вино «Emerald Dry»
В первом ролике Masson Уэллс слушал на проигрывателе вступительную часть Пятой симфонии Бетховена, после чего говорил:
На написание этой симфонии у Бетховена ушло четыре года. Некоторые вещи нельзя торопить: хорошая музыка и хорошее вино. «Emerald Dry» от Paul Masson — восхитительное белое вино. Вина Paul Masson имеют такой приятный вкус, потому что они сделаны с особой заботой. То, что сам Поль Массон сказал почти столетие назад, справедливо и сегодня: мы не продаем вино, пока оно не созреет.
Джон Аннарино вспоминает, что на съемочной площадке с Уэллсом могли возникнуть трудности, и первая реклама не стала исключением:
Съемки первого рекламного ролика обернулись почти катастрофой. Когда наш режиссер сказал: «Мотор!», ничего не произошло. Лишь долгое молчание, которое Орсон наконец прервал, сказав: «Не говори „мотор“. Ничего не говори». Пока мы обдумывали это, наш режиссер, нанятый не только за талант, но и за остроумие, написал что-то на листе бумаги и передал его Орсону, который прочитал и улыбнулся. Режиссер написал слово «Мотор».
Из первой рекламы сохранился краткий отрывок, в котором Уэллс нахмурился, когда ему сказали: «Мотор!», поднял руку и сказал: «Вы не против не говорить „Мотор“?».

### Последующие рекламные ролики
1978: Гардеробная, вино «Rhine Castle»
Во втором ролике Уэллс был показан с бутылкой рислинга «Rhine Castle» в гримерке театра, в театральном костюме и гриме:
На производство прекрасного спектакля уходит много времени и усилий, так же, как на изготовление хорошего вина. Вино «Rhine Castle» от фирмы Paul Masson — мягкий, ароматный, восхитительный вкус. Вина Paul Masson имеют такой приятный вкус, потому что они сделаны с особой заботой. То, что сам Поль Массон сказал почти столетие назад, справедливо и сегодня: мы не продаем вино, пока оно не созреет.
Обстановка театра была несколько неуместной: на момент съемок Уэллс не играл и не ставил пьесы в течение восемнадцати лет. Аннарино вспоминает о процессе съёмок:
Во второй рекламе Орсон сидел за гримерным столиком в своей гримерке в огромном халате, под халатом был надет большой черный пиджак. Я сказал, что пиджак не будет показан в рекламе, так что, возможно, ему будет удобнее без неё. «О, нет»,  — сказал Орсон. — «Это заставляет меня выглядеть больше». Конечно, так и было.
Домашняя вечеринка, шампанское
В этом ролике Уэллс устраивал вечеринку, предположительно у себя дома (на самом деле ролик был снят в арендованном особняке в Лос-Анджелесе), и под аккомпанемент фортепиано говорил:
Мне нравится приглашать людей на свою вечеринку, также как я приглашаю актёров в свою пьесу. Я выбираю особенных людей, и шампанское должно быть таким же особенным. Paul Masson — премиальное калифорнийское шампанское безупречного вкуса. Вина Paul Masson имеют такой приятный вкус, потому что они сделаны с особой заботой. Поль Массон сказал почти столетие назад: мы не продаем вино, пока оно не созреет.
Именно во время съемок этой рекламы Уэллс пожаловался на нанятых для этой сцены статистов. Биограф Уэллса Барбара Лиминг описывает это событие:
«Кто, черт возьми, эти люди?» — спросил Орсон у режиссера.
 
«Они на вечеринке», — ответил режиссер.
«Вечеринка у меня дома?» — спросил Орсон, а в это время актеры были счастливы быть рядом с ним.
«Да».
 
«Я бы не пригласил этих людей на вечеринку у себя дома», — сказал Орсон режиссеру. — «Эти люди могли прийти на вечеринку, которую устроил бы Роберт Янг!»
1979: Унесённые ветром, вино «Emerald Dry»
Читая книгу «Унесённые ветром» за столом в саду своего настоящего дома на Норт-Стэнли-авеню, 1717, недалеко от Голливудского бульвара, Уэллс говорит:
Маргарет Митчелл начала писать «Унесённые ветром» в 1926 году и закончила десять лет спустя. Написание великой книги или изготовление хорошего вина требуют времени. Emerald Dry от Paul Masson — восхитительное белое вино. Вина Paul Masson имеют такой приятный вкус, потому что они сделаны с особой заботой. То, что сам Поль Массон сказал почти столетие назад, справедливо и сегодня: мы не продаем вино, пока оно не созреет.
Утверждают, что эта реклама была импровизацией Уэллса в последнюю минуту после того, как он отверг предоставленный ему оригинальный сценарий, в котором вино Paul Masson сравнивалось со скрипкой Страдивари":222.
1980: Французское шампанское
В этом ролике, который стал самым известным из-за неудачных дублей (см. ниже), Уэллс сидел на вечеринке с двумя неназванными молодыми людьми и говорил:
Вкус французского шампанского всегда славился своим совершенством. Есть калифорнийское шампанское от Paul Masson, вдохновленное тем же совершенством. Оно подвергается брожению в бутылке и, как лучшее французское шампанское, имеет указанную дату розлива. Превосходный вкус Paul Masson не должен вызывать удивления: это шампанское родом не из Франции, но оно было создано человеком, который там родился — Полем Массоном. Поль Массон не продает вино, пока оно не созреет.
То, что Уэллс явно пьян, его заплетающаяся речь и то, что он заметно покачивался, когда опирался на стол, показаны в известных роликах.
1980: Вечеринка с дегустацией в шато, шабли
В ролике Уэллс сидел в саду перед воротами шато Поля Массона (вход в испанскую церковь восемнадцатого века, перевезённую в Саратогу, Калифорния) в районе залива Сан-Франциско, в окружении молодых людей:
Я здесь, в шато Поля Массона в Калифорнии. Почти каждый вечер здесь проходит вечеринка с дегустацией вин. Одним из фаворитов является Paul Masson Шабли. Оно восхитительно, легкое и свежее. Вино, которое вы пьете чаще всего, должно быть лучшим. И здесь к нему относятся с особой заботой, потому что знают, что Шабли — самое популярное вино Америки. Paul Masson Шабли: мои рекомендации. Paul Masson не продаёт вино, пока оно не созреет.
1980: Барбекю, бургундское
В предпоследний раз, когда Уэллс появлялся в телевизионной рекламе, он сидел за барбекю в окружении молодых людей:
В моей семье считается, что вино, которое вы пьете чаще всего, должно быть самым лучшим. Нам нравится бургундское от Paul Masson, с мягким и насыщенным вкусом. Мы предлагаем его нашим друзьям, и теперь многие из них предлагают его своим друзьям. Почему бы вам не присоединиться? В следующий раз, когда вы пойдете за в магазин и будете выбирать вино, выберите бургундское от Paul Masson. Поль Массон говорил почти сто лет назад назад: «мы не продаем вино, пока оно не созреет».
1981: Парк, вино «Emerald Dry»
Это было последнее появление Уэллса на экране в рекламе Paul Masson, и оно было ограничено одним коротким появлением в конце ролика, хотя он и читал закадровый текст. В рекламе на заднем плане звучит менуэт из струнного квинтета ми мажор Луиджи Боккерини, и после коротких вступительных кадров, на которых показан шато Поля Массона, следует монтаж сельских пейзажей и наливающегося вина, завершающийся появлением Уэллса, который говорит:
Emerald Dry от Paul Masson.
 
Оно мягкое, как шёлк.
Оно свежее и яркое.
Оно изумрудно-холодное.
Оно бодрит.
Оно изысканно.
Это вино Emerald Dry от Paul Masson.
 
Мы не продаем вино, пока оно не созреет.
1981: Европейцы, графин
Уэллс просто озвучил свою последнюю телевизионную рекламу Paul Masson — он не появляется лично. Реклама была направлена на продвижение вин Paul Masson, уделяя особое внимание характерной бутылке в форме графина с широким горлышком, в которой они продавались, и изображала различные европейские семьи, пьющие вино за едой. Закадровый голос, сопровождаемый гитарной музыкой, говорил:
Когда европейцы собираются с друзьями, они подают вино в графине. Благодаря Paul Masson мы можем прикоснуться к этой традиции. Удобный графин Paul Masson, запечатанный на винодельне. Графин Paul Masson передаёт восхитительный вкус каждого вина, будь то нежное, бодрящее шабли от Paul Masson, насыщенное, мягкое бургундское или восхитительное розовое вино: пришло время великолепного способа подачи великолепного вина.
Это была единственная телевизионная реклама Paul Masson с Уэллсом, в которой он не произнес фразу «Мы не продаем вино, пока оно не созреет» — хотя этот слоган и появляется в виде надписи в конце ролика.
Похоже, что эта версия рекламы просуществовала недолго. После того, как Уэллс был уволен, в 1981 году рекламный ролик начали показывать в переозвученной версии с использованием закадрового голоса другого рассказчика.
1980—1981: Печатная реклама, пино шардоне и каберне совиньон
Последним участием Уэллса в рекламе для Paul Masson были две печатные рекламы, в которых улыбающийся режиссер сидел с бокалом и бутылкой вина. Эта реклама была выпущена вместе с телевизионными роликами; одна для пино шардоне, другая для каберне совиньон.
Знатоки скажут вам, что пино шардоне от Paul Masson пьют из-за его насыщенного аромата, яркого цвета и длительного приятного послевкусия. Они имеют в виду... что это вкусно. Paul Masson не продает вино, пока оно не созреет.
и
Эксперты утверждают, что каберне совиньон от Paul Masson — зрелое, сложное вино с приятным древесным ароматом. Они пытаются сказать... что это вкусно. Paul Masson не продает вино, пока оно не созреет.

## Неудачные дубли

### Дубли с пьяным Уэллсом
Самая известная серия состоит из трёх дублей рекламы «Французского шампанского». В первом голос за кадром кричит «Мотор», но Уэллс не реагирует в течение восьми секунд. «Начинайте, Орсон, пожалуйста», — говорит закадровый голос после паузы. Уэллс, видимо, забыл, что должен действовать первым, поэтому он спрашивает о другом актёре, который держит бутылку шампанского — «Разве он ничего не делает?».
Второй и третий дубли состоят из попытки Уэллса произнести монолог, при этом его слова крайне невнятны:
М-да-а, французы... шампанское всегда славилось своим совершенством. Есть калифорнийское шампанское от Paul Masson, вдохновленное... тем же французским совершенством. Оно подвергается брожению в бутылке и, как и лучшее французское шампанское, имеет указанную дату разлива, поэтому великолепный Paul Masson ... (прервано)
Уэллса прервал голос за кадром, кричавший «Стоп!» прежде чем тот закончил говорить свой текст. На протяжении всего дубля Уэллсу, похоже, было трудно оставаться в вертикальном положении: он явно опирался на стол и нетерпеливо постукивал пальцами, а некоторые из статистов явно изо всех сил пытались сдержать смех.
В рамках контракта с Paul Masson Уэллсу давали оговорённые заранее обеды перед съемками во второй половине дня. Джон Аннарино, руководитель отдела рекламы DDB Needham, работавший с Paul Masson, вспоминал, что на этих обедах перед съемками «Уэллс считал “варварством” начинать трапезу не с супа» и что Уэллс пил во время обеда — Орсону нравилось каберне Paul Masson. Он часто звонил в рекламное агентство и просил «пришлите еще красного» — агентство выполняло его просьбу. Есть мнение, что именно это могло быть причиной состояния Уэллса во время записи, однако помощник режиссера Питер Шиллингфорд не согласен: «Я читал, что он требовал огромных порций еды, но он никогда не обедал на тех съёмках, на которых я работал. Я сидел вместе с ним и ел, а он рассказывал скандальные истории о старом Голливуде».
В 2021 году Шиллингфорд впервые подробно рассказал о том дне съёмок:
[Он] позвонил нам и сказал, что опоздает. Мы должны были начать в 10 утра в особняке в Лос-Анджелесе, и съемочная группа, статисты и сотрудники агентства — все ждали его. Наконец, в полдень лимузин подъехал к особняку, пришел и позвал на улицу. Сотрудники агентства тоже последовали за нами. Когда я вышел оттуда, Орсон пригласил меня на заднее сиденье лимузина.
 
«У меня проблемы, Шиллингфорд», — начал Орсон. Он курил сигару и выглядел очень неопрятно. Его шляпа валялась на полу, галстук был распущен, а рубашка неправильно застегнута. Он был не в себе [то есть пьян], ему хотелось спать и он невнятно стал говорить мне: «Вчера вечером я снимался в Лас-Вегасе. У нас были проблемы с камерой, поэтому съемки затянулись до рассвета! Я вообще не спал!». Сотрудники агентства попытались подойти, но я жестом показал, чтобы они не подходили. Орсон объяснил, что принял снотворное, когда уезжал из Лас-Вегаса, чтобы переночевать в лимузине, но оно только начало действовать, и его речь стала невнятной. Наконец он спросил меня: «Что ты предлагаешь?».
Я сказал ему, что камера и массовка уже на месте, так что давайте попробуем. Я знал, что он не сможет сниматься, но сказал ему, что мне пришлось заснять его на камеру как доказательство того, что он был на месте и что мы не сможем выполнять свою работу, — таким образом у меня будет оправдание за один день простоя. Он понял это, поэтому я помог ему выйти из машины; он держал меня за руку, и мы вошли. Гримерка подбежала, но он прогнал ее, затем мы посадили его на табуретку и начали.
 
Мы сделали три дубля, и то, что вы видите на камере, ясно показывает, как все прошло… Далее он сказал большую часть диалога правильно, но он был так явно не в себе, что съёмки не получилось.
Шиллингфорд описал, что произошло после съёмок этих дублей:
Затем я обратился к режиссеру и одному из сотрудников агентства, и мы все согласились, что так работать невозможно, поэтому я отправил всех на обед и спросил владелицу особняка — очень милую женщину — можем ли мы уложить Орсона спать на пару часов. Она была в восторге и сказала мне, что комната горничной свободна — я не удивлюсь, если позже она повесила там табличку с надписью «Здесь спал Орсон Уэллс». Поэтому я отвел его в комнату горничной, помог ему снять куртку и брюки, а он снял рубашку. Он стоял там в своём нижнем белье, после чего лёг на кушетку. После этого я отдал его одежду костюмерше…
 
Пару часов спустя я постучал в дверь комнаты горничной, и Орсон закричал: «Где моя одежда, Шиллингфорд!? Меня ограбили!?» — он просто немного развлекался. Он был профессионалом и теперь был готов к работе. Я отправил гардеробщицу с выглаженным бельем и чашкой кофе, и она вышла из комнаты, ошеломленная, увидев этого огромного мужчину в грязно-сером нижнем белье. К 15:00 он уже сидел на месте и прекрасно произносил реплики. Мы закончили к пяти, получив все необходимое без сверхурочных. Я помню, как он ухмылялся разъяренным парням из агентства, уходя со съемочной площадки…
По дороге к лимузину он поблагодарил меня и сказал: «Завтра обед, Шиллингфорд, приходите в ресторан „Ma Maison“! В час?»
 
Конечно, я согласился. Как я мог отказаться?
В последнем вышедшем в эфир рекламном ролике Уэллс показан практически в нормальном состоянии, хотя утверждение Шиллингфорда, что Уэллс полностью пришёл в себя к полудню, подтверждается не полностью. В версии для трансляции использовалась комбинация повторных съемок (крупный план Уэллса с бокалом шампанского), переходов от кадров с Уэллсом к крупным планам бутылки вина и иногда не полностью синхронизированный дубляж, сделанный Уэллсом позже, когда он был в нормальном состоянии, использовавшийся в некоторые моменты, снятые, когда он был ещё явно пьян. Джим Хэллоуз, директор по рекламе, заметил на своем личном веб-сайте в 2009 году, что это была «вызов... иметь дело с совершенно другой стороной мистера Уэллса».

 
В течение десятилетий этот неудачный дубль был доступен только в виде размытых, выцветших копий с копий оригинального видео, распространявшихся на VHS-кассетах, некоторые из которых были предоставлены актером озвучивания Морисом Ламаршем, регулярно изображавшем голос Уэллса. В последние годы качественные версии, загруженные туда режиссёром этих роликов, можно найти на YouTube.

### Неудачные дубли с рекламы «Emerald Dry»
В дополнение к хорошо известным неудачным дублям были распространены и другие неудачные записи из первой рекламы Paul Masson. Всего их две. В первой Уэллс начинает говорить: «Бетховену потребовалось четыре года, чтобы написать эту симфонию», и начинает наливать себе бокал вина, прежде чем нахмуриться, глядя на бутылку в руке, и пожаловаться режиссеру: «Мне тяжело удерживать эту бутылку, ты её чем-то смазал. Лучше мне не брать её». Во второй не показанный в кадре режиссер кричит «Мотор!», но Уэллс неодобрительно хмурится и поднимает на него руку, говоря: «Вы не могли бы не говорить „Мотор“?».

## Расторжение контракта с Уэллсом
Фирма расторгла контракт с Уэллсом в 1981 году. Предположительно, причина заключалась в том, что компания хотела продвигать новую линейку «легких летних вин», и считалось, что более стройный Джон Гилгуд был более подходящим лицом рекламной кампании, чем страдающий ожирением Уэллс. Однако вино, которое в итоге рекламировал Гилгуд, было не «новым» вином, а тем же Шабли, которое уже рекламировал Уэллс. Несколько биографов Уэллса указали на его неосторожные комментарии в телевизионном ток-шоу как на причину его увольнения — в частности, когда его спросили о рекламе Paul Masson, он упомянул, что сейчас сидит на диете и больше не пьет вино:225.
Гилгуд не был нанят до 1982 года, в то время как до конца 1981 года транслировались последняя рекламу Уэллса «Графин» с новой озвучкой, введение которой исключило какое-либо участие Уэллса в этом ролике; также крутилась реклама Шабли с новой озвучкой. Всё это ещё раз подтверждает предположение о том, что Уэллс был уволен за некоторое время до того, как был нанят Гилгуд.
Гилгуду удалось договориться о гонораре в 1 миллион долларов (вдвое больше, чем заплатили Уэллсу), и в сентябре 1983 года он написал Джорджу Питчеру о рекламе своего предшественника: «На вырученные нечестным путем деньги я купил несколько новых картин и скульптур. Рекламные ролики Paul Masson видимо, имели большой успех, и они решили получать прибыль еще шесть месяцев». Между 1982 и 1985 годами Гилгуд снялся в нескольких рекламных роликах, в которых он играл роль дворецкого, чей образ основывался на сыгранном Гилгудом дворецким из оскароносного фильма «Артур» (1981). Гилгуд в этой роли подавал вино Paul Masson, делая при этом ехидные наблюдения. Действие роликов происходило в художественной галерее, на показе мод, на дипломатическом приеме, и во время уборки роскошного дома. В феврале 1985 года Гилгуд писал: «Торговцы вином снова хотят продлить мой контракт, что является большим подспорьем для казначейства, хотя сеансы утомительны и несколько унизительны. Но я слышу, что люди находят их забавными, и поражаюсь, что они хотят, чтобы я продолжал играть. Каждый раз они требуют всего около трех дней работы, полностью удовлетворяя мою тягу к комфорту — лимузинам, люксам в отеле „Савой“, цветам и сигаретам!».
Гилгуд также оговорил, что он не хочет, чтобы эта реклама, которая, как он считал, была ниже его достоинства, транслировалась в его родной стране, Великобритании. В результате Paul Masson наняли английского актера Яна Кармайкла, который снимался в рекламе для британского телевидения.
В конце сентября 1985 года, после того как Гилгуд снял свой последний рекламный ролик для фирмы, рекламное агентство Davis&Gilbert написало Уэллсу письмо с вопросом, будет ли он заинтересован в возобновлении работы на Paul Masson. Они предложили ему 225 000 долларов в год — половину его прежнего гонорара и менее четверти того, что получал Гилгуд, — и попросили его участвовать в рекламных поездках по США. 5 октября 1985 года Уэллс сказал за обедом своему другу, режиссеру Генри Яглому, что он отклонил предложение отчасти потому, что чувствовал себя слишком старым для поездок по стране, и назвал вино Paul Masson «ужасным». Уэллс умер несколько дней спустя.

## Критика
Кинокритик Джозеф Макбрайд утверждает, что реклама утвердила в массовом сознании восприятие Уэллса как затворника, который в последние годы своей жизни не мог закончить ни одного серьёзного проекта: «Рекламный слоган [„Мы не продаем вино, пока оно не созреет“] стал той фразой, с которой теперь всегда ассоциировался Уэллс, и СМИ изображали его гедонистом, который предпочитал бесконечно возиться со своим виноградником, редко снисходя до занятий серьёзной работой»:9.

## Пародии и отражение в популярной культуре
За годы, прошедшие с момента выхода рекламы в эфир, их популярность еще больше выросла, поскольку они стали объектом различных пародий.
С момента выхода в эфир, реклама стала предметом пародии — в телевизионной программе Стива Мартина 1980 года «All Commercials...». В специальном выпуске Мартин ввёл Уэллса в «Зал коммерческой славы» за три его великие работы: «„Гражданин Кейн“, „Великолепные Эмберсоны“ [и] „Не подавайте вино, пока оно не созреет“», а также показал пародийную рекламу пива, в которой Уэллс (его играет Джон Кэнди) ломает стену, чтобы войти.
В мультсериале 1990-х годов «Критик» были представлены различные пародийные рекламные ролики Уэллса (или иногда призрака Уэллса; обоих озвучивал Морис Ламарш), по мотивам рекламы Paul Masson. Например, в одной из реклам «Blotto Bros Wine» Уэллс говорит зрителю: «Насыщенное вино с богатым вкусом по разумной цене — доллар за кувшин. А теперь немного волшебства и я заставлю этот кувшин исчезнуть», быстро выпивая все содержимое бутылки одним глотком.
Дубли с пьяным Уэллсом в последние годы также неоднократно становился объектом пародий на YouTube, включая пародии в программе «The Midnight Show» и др. Название группы «The French Champagne» из Вашингтона было выбрано под впечатлением от рекламы 1980 года и записей с пьяным Уэллсом.